# ناحیه مارتینتن، شهرستان ایروکوی، ایلینوی
ناحیه مارتینتن (به انگلیسی: Martinton Township) یک منطقهٔ مسکونی در ایالات متحده آمریکا است که در شهرستان ایروکوی، ایلینوی واقع شده‌است. ناحیه مارتینتن ۱۹۰ متر بالاتر از سطح دریا واقع شده‌است.